# هورنینگسی
هورنینگسی (به انگلیسی: Horningsea) یک روستا و محله مدنی در بریتانیا است که در کمبریج‌شر جنوبی واقع شده‌است. هورنینگسی ۳۳۱ نفر جمعیت دارد.